# Josef Holsner
Josef Holsner (ur. 11 lutego 1894 w Göteborgu, zm. 12 października 1969) – szwedzki lekkoatleta.

## Kariera
Na Letnich Igrzyskach Olimpijskich 1920 nie zdołał ukończyć konkursu biegu na 3000 metrów z przeszkodami, co wydarzyło się podczas fazy eliminacyjnej.